# Bank von Danzig

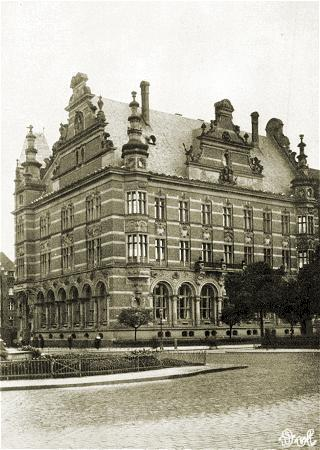
Gebäude der Bank von Danzig

Die Bank von Danzig war von 1924 bis 1939 die Notenbank der Freien Stadt Danzig.

## Geschichte
Die Bank von Danzig wurde am 5. Februar 1924 mit einem Kapital von 7,5 Millionen Gulden gegründet, am 17. März 1924 nahm sie ihren Geschäftsbetrieb auf. Als Notenbank war sie Emittent des Danziger Guldens, der 1924 nach der Hyperinflation geschaffenen Danziger Währung. Sie bezog das Gebäude der Reichsbank-Hauptstelle Danzig, die zum 31. Dezember 1923 ihren Geschäftsbetrieb eingestellt hatte.
Präsident der Bank waren zunächst Konrad Meissner und Walter Bredow und ab 1933 Carl-Anton Schaefer. Aufsichtsratsvorsitzender war Carl William Klawitter und nach dessen Tod 1929 Ernst Plagemann.
Nach der Annexion Danzigs durch das Deutsche Reich wurde in Danzig am 2. September 1939 die Reichsmark eingeführt, wobei ein Danziger Gulden mit 70 Reichspfennig bewertet wurde. Am 6. September 1939 ging die Geschäftsführung der Bank von Danzig durch Verordnung auf die Deutsche Reichsbank über. „Die Bank von Danzig [trat] in Liquidation und [wurde] von der Deutschen Reichsbank für Rechnung des Reiches abgewickelt. Die Reichsbank [übernahm] das gesamte Personal der Bank von Danzig unter Aufrechterhaltung der bestehenden gesetzlichen vertraglichen Rechte.“ Gleichzeitig wurde „in den Geschäftsräumen der Bank von Danzig eine Reichsbank-Nebenstelle errichtet“.
Die Goldbestände der Bank, die zur Währungsdeckung dienten, wurden überwiegend in London gelagert. Mit dem Überfall auf Polen wurden diese Guthaben durch die britische Regierung beschlagnahmt und 1976 an Polen übergeben, das nach der Vertreibung der Deutschen Danzig annektiert hatte.

## Gebäude der Bank von Danzig

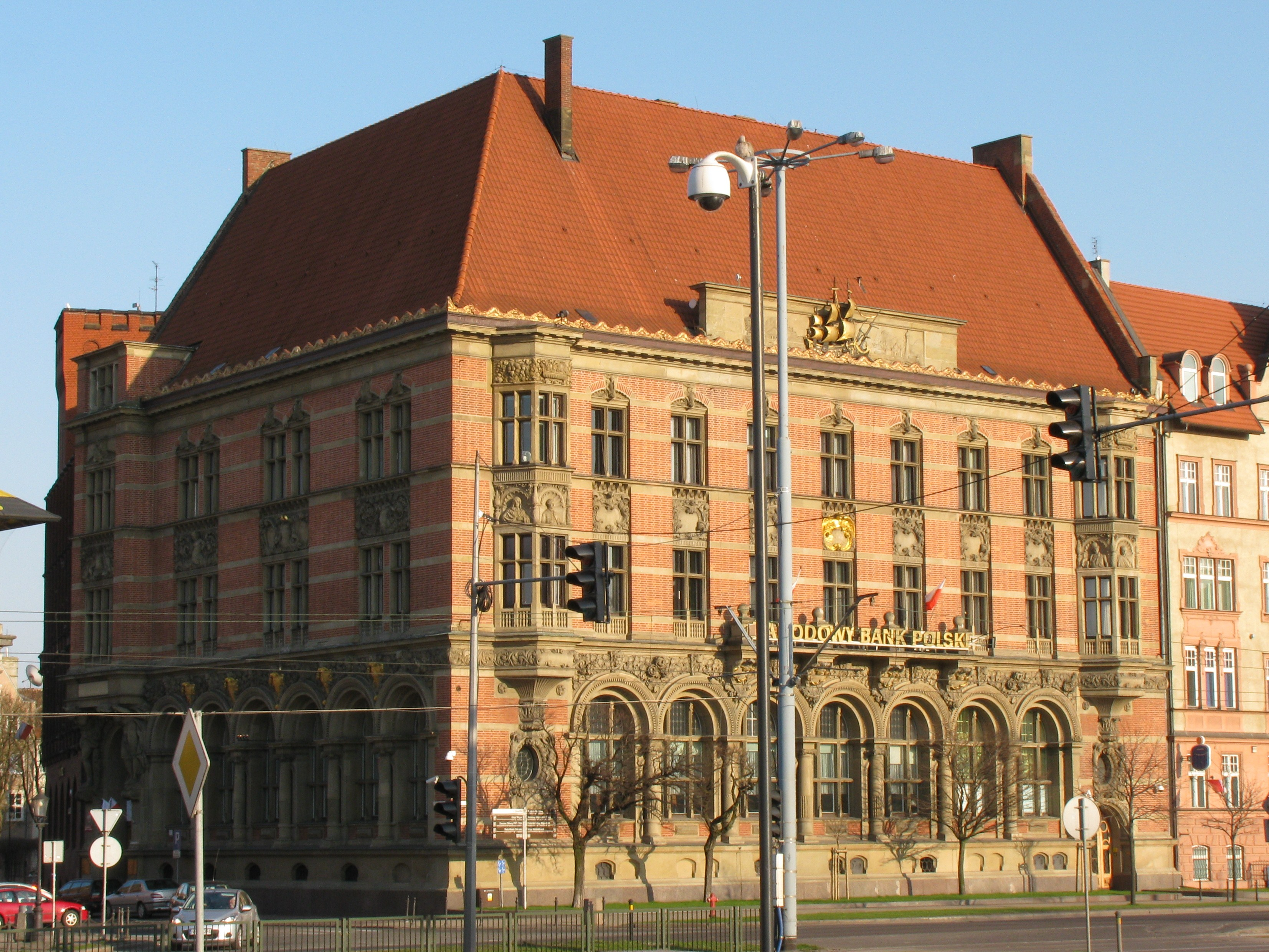
Gebäude heute als Sitz der polnischen Nationalbank in Danzig (2010)

Das Bankgebäude Karrenwall 10 wurde nach einem Entwurf des für die Reichsbank tätigen Berliner Architekten Max Hasak für die Reichsbank-Hauptstelle Danzig errichtet und 1904 fertiggestellt. Nach der Annexion im Jahre 1939 diente es wieder als Filiale der Reichsbank. Im Zweiten Weltkrieg wurde es 1945 schwer beschädigt. Vereinfacht wiederhergestellt, ist es heute ein Bankgebäude der polnischen Nationalbank.

## Rechtsgrundlagen
- Gesetz betr. Einführung der Guldenwährung vom 20. November 1923[9]
- Übereinkommen zwischen Danzig und Polen zu Genf vom 22. September 1923[10]
- Notenbank-Gesetz vom 20. November 1923[11]
- Notenprivileg vom 20. November 1923
- Satzung der Bank vom 5. Februar 1924[12]